# Givi Amilakhvari
Givi Amilakhvari (em georgiano: გივი ამილახვარი; 1689–1754) foi um nobre georgiano (tavadi) com um papel importante na política da Geórgia Oriental na primeira metade do século XVIII. Ele liderou uma luta contra as ameaças Otomanas e iranianas, mudando de lado e forjando várias alianças para preservar a autonomia do seu reino, o Reino de Cártlia e evitar que a Dinastia Bagrationi do reino vizinho de Caquécia conquistasse o reino de Cártlia. Nos anos de sua vida turbulenta, Amilakhvari ficou livre dos seus inimigos de Caquécia e financiou muitas construções pelo país.

## Família e Início da Carreira
Givi, filho do príncipe Andukapar, era nascido da família nobre de Amilakhvari, tinha ligações com a  casa Bagrationi governante de Mukhrani. A avó paterna de era a filha do rei, Vactangue V. Ele ganhou de seu pai um feudo do norte de Cártlia chamado Saamilakhoro e o cargo de governador (mouravi) de Gori. Ele se tornou influente na política de Cártlia em 1722. O ano seguinte foi marcado pelo ano da deposição de seu lorde e parente, rei Vactangue VI, pelos otomanos, cuja ocupação durou até 1735. Durante esses anos, Givi Amilakhvari acabou lutando e colaborando com o regime otomano. Em 1726, ele usou sua influência para salvar a principal Catedral Ortodoxa na Geórgia, a Catedral de Sioni em Tiblíssi, os Otomanos ocuparam a capital de Cártlia, para ser convertida em uma mesquita. Em 1727, ele se tornou um sanjaco-bei do norte de Cártlia. Ele se juntou nas expedições otomanas contra a nobreza revoltada do Reino da Caquécia.
Givi Amilakhvari foi casado duas vezes. A identidade de sua primeira esposa é desconhecida. Em 1732 ele se casou com Bangua, filha do príncipe Vacusti Orbeliani. Ela faleceu em 29 de julho de 1766. Givi Amilakhvari teve quatro filhos: Andukapar (morto em 1742), Jorge (1739–1805), David (morto em 1800), Ioane (1792–1812), e duas filhas: Tamar (1735) e Mariam.

## Revolta contra o Império Otomano
Em 1734 os ganhos otomanos começaram a se reverter no Cáucaso já que os iranianos revoltados, liderados por Tamaspe Coli Cã (o futuro Nader Xá) estava ganhando mais território. Givi Amilakhvari rapidamente trocou de. Ele apreendeu Gori de um ataque surpresa, cavalgou para se juntar a Nader em Ganja e expulsou as forças otomanas de Tiblíssi. Da mesma forma que as ambições de Nader cresciam, a hegemonia iraniana começou a prejudicar a economia do país. Taxas pesadas foram impostas para costear as invasões iranianas na Índia, soldados foram recrutados e refém da nobreza foram enviados ao Irão. Amilakhvari foi um desses nobres georgianos que foram pegos como reféns da para um campo de Nader em Candaar em 1735. Givi Amilakhvari tentou escapar e foi para as colinas, quando ele recrutou Shanshe, Duque de Ksani e o Príncipe Vacusti Abashidze em uma revolta anti-Iraniana. O tumulto começou na época do noivado da filha de Givi, Tamar com o príncipe Teimuraz (eventualmente, Anton I da Geórgia), sobrinho do ex-rei Vactangue VI. A menina foi levada pelos soldados iranianos durante uma cerimônia de casamento na igreja, forçando o Teimuraz de 16 anos a procurar refúgio em um mosteiro. Amilakhvari logo foi capturado e forçado a lutar nas fileiras iranianas na Índia. Um lutador capaz, Amilakhvari foi restaurado ao favor de Nader Xá, que o mandou de volta para a Geórgia para combater o inconciliável duque Shanshe de Ksani. A utilização de Shanshe de mercenários do Daguestão e turcos privou de apoio popular e o duque rebelde foi facilmente derrotado. Givi Amilakhvari foi recompensado com feudo de Ksani.

## Aliança e Guerra com o Irão
Em 1741, Givi Amilakhvari foi nomeado governador(wakil) de Cártlia pelo xá do Irão e reconfirmado como príncipe de Saamilakhoro e Duque (eristavi) de Ksani, se tornando o nobre mais influente da Geórgia oriental. Mais tarde em 1741, ele fez parte da campanha do xá no Daguestão que custaram a Nader milhares de seus homens e indeterminados a Geórgia. Nader levou os nobres georgianos a Derbente e os encheu de presentes. Deles, o cada vez mais influenciável, flexível e calculável príncipe de Caquécia, Teimuraz tentou fazer com que o xá diminuísse os tributos levantados sobre a Geórgia, enquanto Amilakhvari repentinamente fugiu para Tiblíssi e criou uma rebelião, considerada mais formidável que a de Shanshe. Ele recrutou os auxiliares turcos e fez uma aliança com os otomanos para colocar o influenciado pela Rússia, Bakar, filho Vactangue VI de Cártlia (deposto novamente em 1723), no trono. Uma serie de batalhas que foram lutadas em Gori e ao redor do Rio Araguevi em que, apesar da perda inicial, Teimuraz e seu filho Heráclio, junto com os iranianos, derrotaram Amilakhvari e seus turcos. depois de uma batalha decisiva em Achabeti em 1744, Amilakhvari se rendeu para a esposa de Teimuraz, Tamar, em Surami e foi tratado com respeito pelos vitoriosos. Em troca de sua lealdade, Nader Xá deu a Teimuraz todo o controle do leste da Geórgia, confirmando Teimuraz como rei de Cártlia, e seu filho Heráclio como rei de Caquécia.

## Últimos anos
Amilakhvari foi enviado para a corte de Nader em Isfahan, onde foi convertido ao Islão. Ele foi honrado por Nader e foi um comandante(qullar-agasi) da guarda de elite do xá (ghulām). Em 1747 as relações de Nader com Teimuraz e Heráclio chegaram a um fim devido ao aumento de políticas independentes da Geórgia. Nader colocou Amilakhvari no comando de trinta mil homens para reforçar a hegemonia iraniana no Caúcaso. O assassinato do xá em 19 de junho de 1747 e o tumulto na Pérsia fizeram com que esse ataque fosse anulado. Em 1749 Amilakhvari levou os georgianos sobreviventes e tomou o seu caminho de volta a Geórgia. Ele se reconciliou com Teimuraz e Heráclio e foi convertido de volta ao Cristianismo. Teimuraz nomeou-o governador (mouravi) de Tiblíssi. Durante esses anos Amilakhvari patrocinou diversos projetos de construção, renovando e construindo igrejas e fortalezas pelo país. Ele faleceu em 1754 e foi sepultado no Monastério de Shio-Mgvime, que tinha sido remodelado por ele próprio.